# Населення Палау
Населення Палау. Чисельність населення країни 2015 року становила 21,3 тис. осіб (220-те місце у світі). Чисельність остров'ян стабільно збільшується, народжуваність 2015 року становила 11,05 ‰ (178-ме місце у світі), смертність — 7,99 ‰ (100-те місце у світі), природний приріст — 0,38 % (167-ме місце у світі) . 

## Природний рух

### Відтворення
Народжуваність на Палау, станом на 2015 рік, дорівнює 11,05 ‰ (178-ме місце у світі). Коефіцієнт потенційної народжуваності 2015 року становив 1,71 дитини на одну жінку (170-те місце у світі).
Смертність на Палау 2015 року становила 7,99 ‰ (100-те місце у світі).
Природний приріст населення в країні 2015 року становив 0,38 % (167-ме місце у світі).

### Вікова структура

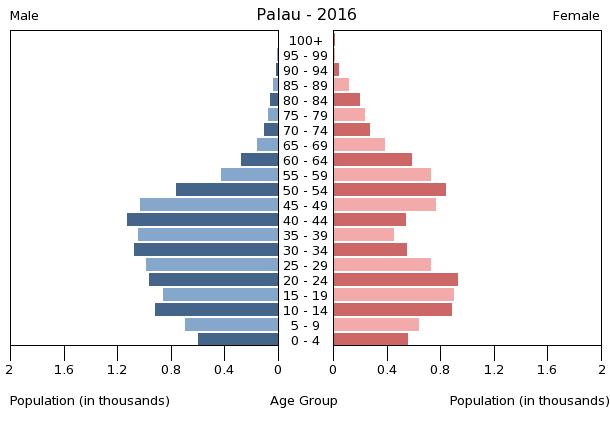
Віково-статева піраміда населення Палау, 2016 рік

Середній вік населення Палау становить 33,3 року (88-ме місце у світі): для чоловіків — 32,7, для жінок — 34,7 року. Очікувана середня тривалість життя 2015 року становила 72,87 року (135-те місце у світі), для чоловіків — 69,69 року, для жінок — 76,23 року.
Вікова структура населення Палау, станом на 2015 рік, мала такий вигляд:
- діти віком до 14 років — 20,26 % (2225 чоловіків, 2084 жінки);
- молодь віком 15—24 роки — 17,18 % (1819 чоловіків, 1834 жінки);
- дорослі віком 25—54 роки — 46,21 % (5992 чоловіки, 3834 жінки);
- особи передпохилого віку (55—64 роки) — 9,03 % (667 чоловіків, 1253 жінки);
- особи похилого віку (65 років і старіші) — 7,32 % (418 чоловіків, 1139 жінок)[1].

## Розселення
Густота населення країни 2015 року становила 46,3 особи/км² (170-те місце у світі).

### Урбанізація
Палау надзвичайно урбанізована країна. Рівень урбанізованості становить 87,1 % населення країни (станом на 2015 рік), темпи зростання частки міського населення — 1,66 % (оцінка тренду за 2010—2015 роки).
Головні міста держави: Мелекеок — 299 осіб (дані за 2015 рік).

### Міграції
Річний рівень імміграції 2015 року становив 0,71 ‰ (68-ме місце у світі). Цей показник не враховує різниці між законними і незаконними мігрантами, між біженцями, трудовими мігрантами та іншими.

## Расово-етнічний склад
| Етнічний склад (2005 рік) | Етнічний склад (2005 рік) | Етнічний склад (2005 рік) | Етнічний склад (2005 рік) | Етнічний склад (2005 рік) |
| ------------------------- | ------------------------- | ------------------------- | ------------------------- | ------------------------- |
| Етнос:                    |                           |                           | Відсоток:                 |                           |
| палаусці                  | палаусці                  |                           | 72.5%                     | 72.5%                     |
| каролінці                 | каролінці                 |                           | 1%                        | 1%                        |
| мікронезійці              | мікронезійці              |                           | 2.4%                      | 2.4%                      |
| філіппінці                | філіппінці                |                           | 16.3%                     | 16.3%                     |
| китайці                   | китайці                   |                           | 1.6%                      | 1.6%                      |
| в'єтнамці                 | в'єтнамці                 |                           | 1.6%                      | 1.6%                      |
| інші азіати               | інші азіати               |                           | 3.4%                      | 3.4%                      |
| білі                      | білі                      |                           | 0.9%                      | 0.9%                      |
| інші                      | інші                      |                           | 0.3%                      | 0.3%                      |

Головні етноси країни: палаусці — 72,5 %, каролінці — 1 %, інші мікронезійці — 2,4 %, філіппінці — 16,3 %, китайці — 1,6 %, в'єтнамці — 1,6 %, інші азіати — 3,4 %, білі — 0,9 %, інші — 0,3 % населення (оціночні дані за 2005 рік).

## Мови
| Мови Палау (2005 рік) | Мови Палау (2005 рік) | Мови Палау (2005 рік) | Мови Палау (2005 рік) | Мови Палау (2005 рік) |
| --------------------- | --------------------- | --------------------- | --------------------- | --------------------- |
| Мова:                 |                       |                       | Відсоток:             |                       |
| палауська             | палауська             |                       | 66.6%                 | 66.6%                 |
| англійська            | англійська            |                       | 15.5%                 | 15.5%                 |
| каролінська           | каролінська           |                       | 0.7%                  | 0.7%                  |
| мікронезійські мови   | мікронезійські мови   |                       | 0.7%                  | 0.7%                  |
| філіппінська          | філіппінська          |                       | 10.8%                 | 10.8%                 |
| китайська             | китайська             |                       | 1.8%                  | 1.8%                  |
| інші                  | інші                  |                       | 3.9%                  | 3.9%                  |

Офіційні мови: палауська — розмовляє 66,6 % населення, англійська — 15,5 %, сонсорольська, ангаурська, тобіанська, японська. Інші поширені мови: каролінська — 0,7 %, інші мікронезійські мови — 0,7 %, філіппінська — 10,8 %, китайська 1,8 %, інші азійські мови — 2,6 %, інші мови — 1,3 % (оцінка 2005 року).

## Релігії
| Релігії на Палау (2005 рік) | Релігії на Палау (2005 рік) | Релігії на Палау (2005 рік) | Релігії на Палау (2005 рік) | Релігії на Палау (2005 рік) |
| --------------------------- | --------------------------- | --------------------------- | --------------------------- | --------------------------- |
| Віросповідання:             |                             |                             | Відсоток:                   |                             |
| католики                    | католики                    |                             | 49.4%                       | 49.4%                       |
| протестанти                 | протестанти                 |                             | 55%                         | 55%                         |
| модекенгей                  | модекенгей                  |                             | 8.7%                        | 8.7%                        |
| свідки Єгови                | свідки Єгови                |                             | 1.1%                        | 1.1%                        |
| інші                        | інші                        |                             | 8.8%                        | 8.8%                        |
| агностики                   | агностики                   |                             | 1.1%                        | 1.1%                        |

Головні релігії й вірування, які сповідує, і конфесії та церковні організації, до яких відносить себе населення країни: римо-католицтво — 49,4 %, протестантизм — 55 %, адвентизм — 5,3 %, інші — 2,5 %), модекенгей — 8,7 %, Свідки Єгови — 1,1 %, інші — 8,8 %, не сповідують жодної, або не визначились — 1,1 % (станом на 2005 рік).

## Освіта
Рівень письменності 2015 року становив 99,5 % дорослого населення (віком від 15 років): 99,5 % — серед чоловіків, 99,6 % — серед жінок. (17-те місце у світі). Середня тривалість освіти становить 17 років, для хлопців — до 16 років, для дівчат — до 18 років (станом на 2013 рік).

## Охорона здоров'я
Забезпеченість лікарями в країні на рівні 1,38 лікаря на 1000 мешканців (станом на 2010 рік). Забезпеченість лікарняними ліжками в стаціонарах — 4,8 ліжка на 1000 мешканців (станом на 2010 рік). Загальні витрати на охорону здоров'я 2014 року становили 9 % ВВП країни (28-ме місце у світі).
Смертність немовлят до 1 року, станом на 2015 рік, становила 11,15 ‰ (129-те місце у світі); хлопчиків — 12,67 ‰, дівчаток — 9,53 ‰.

### Захворювання
Кількість хворих на СНІД невідома, дані про відсоток інфікованого населення в репродуктивному віці 15—49 років відсутні. Дані про кількість смертей від цієї хвороби за 2014 рік відсутні.
Частка дорослого населення з високим індексом маси тіла 2014 року становила 47,1 % (7-ме місце у світі);

### Санітарія
Доступ до облаштованих джерел питної води 2011 року мало 97 % населення в містах і 86 % у сільській місцевості; загалом 95,3 % населення країни. Відсоток забезпеченості населення доступом до облаштованого водовідведення (каналізація, септик): в містах — 100 %, в сільській місцевості — 100 %, загалом по країні — 100 % (станом на 2015 рік).

## Соціально-економічне становище
Дані про відсоток населення країни, що перебуває за межею бідності, відсутні. Дані про розподіл доходів домогосподарств у країні відсутні.
Станом на 2012 рік, у країні 8,75 тис. осіб не має доступу до електромереж; 59 % населення має доступ, у містах цей показник дорівнює 62 %, у сільській місцевості — 45 %. Рівень проникнення інтернет-технологій низький. Станом на липень 2015 року в країні налічувалось 7650 унікальних інтернет-користувачів, що становило 36,0 % загальної кількості населення країни.

### Трудові ресурси
Загальні трудові ресурси 2014 року становили 10,47 тис. осіб (218-те місце у світі). Зайнятість економічно активного населення в господарстві країни розподіляється так: аграрне, лісове і рибне господарства — 20 % (станом на 1990 рік). Безробіття 2015 року дорівнювало 4,2 % працездатного населення (41-ше місце у світі).

## Кримінал

### Торгівля людьми
Згідно зі щорічною доповіддю про торгівлю людьми (англ. Trafficking in Persons Report) Управління з моніторингу та боротьби з торгівлею людьми Державного департаменту США, уряд Палау докладає значних зусиль у боротьбі з явищем примусової праці, сексуальної експлуатації, незаконною торгівлею внутрішніми органами, але законодавство відповідає мінімальним вимогам американського закону 2000 року щодо захисту жертв (англ. Trafficking Victims Protection Act’s) не повною мірою, країна перебуває у списку другого рівня.

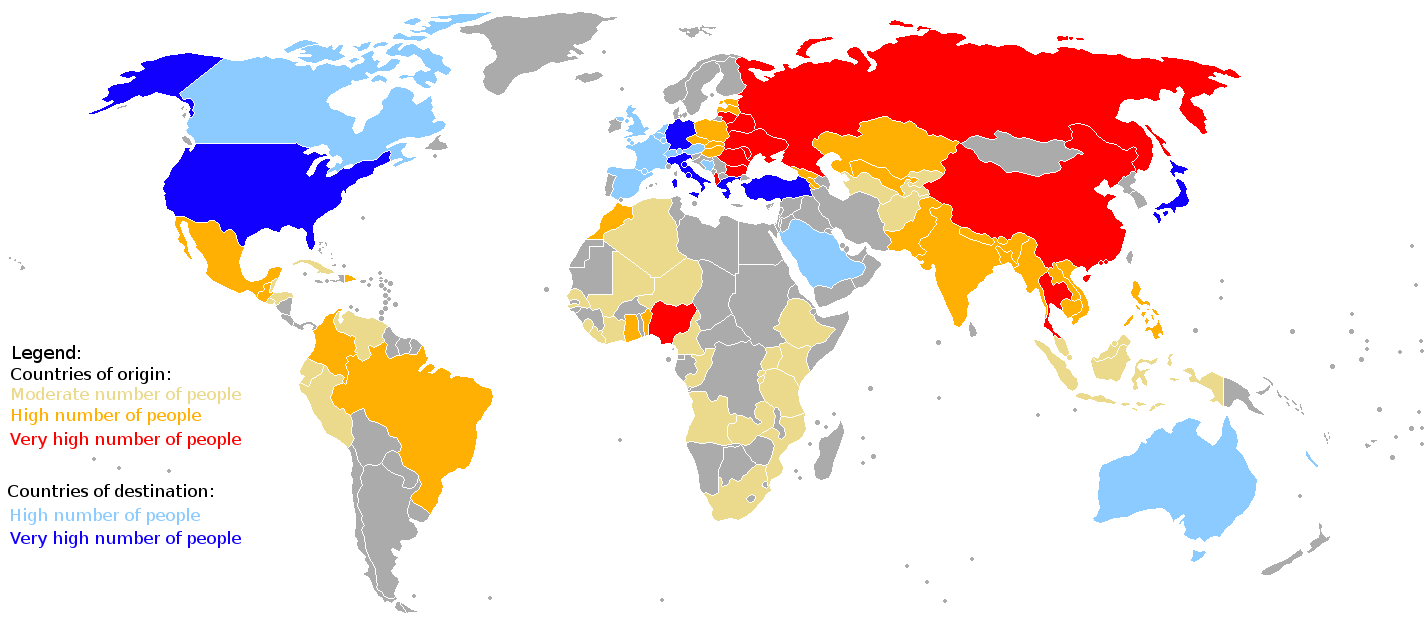
Країни-донори (червоний) і країни-реципієнти кримінальних потоків  (англ.)
Глобальна боротьба з торгівлею людьми (англ.)

## Гендерний стан
Статеве співвідношення (оцінка 2015 року):
- при народженні — 1,06 особи чоловічої статі на 1 особу жіночої;
- у віці до 14 років — 1,07 особи чоловічої статі на 1 особу жіночої;
- у віці 15—24 років — 0,99 особи чоловічої статі на 1 особу жіночої;
- у віці 25―54 років — 1,56 особи чоловічої статі на 1 особу жіночої;
- у віці 55—64 років — 0,53 особи чоловічої статі на 1 особу жіночої;
- у віці за 64 роки — 0,37 особи чоловічої статі на 1 особу жіночої;
- загалом — 1,1 особи чоловічої статі на 1 особу жіночої[1].

## Демографічні дослідження
Демографічні дослідження в країні ведуться рядом державних і наукових установ:

### Українською
- Атлас. 10—11 клас. Економічна і соціальна географія світу / упорядники :  О. Я. Скуратович, Н. І. Чанцева. — К. : ДНВП «Картографія», 2010. — ISBN 978-966-475-639-3.
- Атлас світу / голов. ред. І. С. Руденко ; зав. ред. В. В. Радченко ; відп. ред. О. В. Вакуленко. — К. : ДНВП «Картографія», 2005. — 336 с. — ISBN 9666315467.
- Безуглий В. В. Економічна і соціальна географія зарубіжних країн : Навчальний посібник. — К. : ВЦ «Академія», 2007. — 704 с. — ISBN 978-966-580-239-6.
- Безуглий В. В., Козинець С. В. Регіональна економічна і соціальна географія світу : Навчальний посібник. — видання 2-ге, доп., перероб. — К. : ВЦ «Академія», 2007. — 688 с. — ISBN 966-580-144-9.
- Головченко В. І., Кравчук О. Країнознавство: Азія, Африка, Латинська Америка, Австралія і Океанія. — К., 2006. — 335 с. — ISBN 966-8939-04-2.
- Гудзеляк І. І. Географія населення: Навчальний посібник / І. Гудзеляк. — Л. : Видавничий центр ЛНУ імені Івана Франка, 2008. — 232 с. — ISBN 978-966-613-599-8.
- Дахно І. І. Країни світу: Енциклопедичний довідник / І. І. Дахно, С. М. Тимофієв. — К. : Мапа, 2011. — 606 с. — (Бібліотека нового українця) — ISBN 978-966-8804-23-6.
- Дахно І. І. Економічна географія зарубіжних країн : навчальний посібник. — К. : Центр учбової літератури, 2014. — 319 с. — ISBN 978-611-01-0682-5.
- Джаман В. О. Регіональні системи розселення: демографічні аспекти. — Чернівці : Рута, 2003. — 392 с. — ISBN 9665685988.
- Дорошенко Л. С. Демографія: Навчальний посібник. — К. : МАУП, 2005. — 112 с. — ISBN 966-608-442-2.
- Дубович І. А. Країнознавчий словник-довідник. — 5-те вид., перероб. і доп. — К. : Знання, 2008. — 839 с. — ISBN 978-966-346-330-8.
- Економічна і соціальна географія країн світу. Навчальний посібник / За ред. Кузика С. П. — Л. : Світ, 2002. — 672 с. — ISBN 966-603-178-7.
- Загальна медична географія світу / В. О. Шевченко [та ін.] — К. : [б.в.], 1998. — 178 с.
- Книш М. М., Мамчур О. І. Регіональна економічна і соціальна географія світу (Латинська Америка та Карибські країни, Африка, Азія, Океанія) : навч. посіб. — Л. : ЛНУ ім. Івана Франка, 2013. — 368 с. — ISBN 978-617-10-0007-0.
- Крисаченко В. С. Динаміка населення: Популяційні, етнічні та глобальні виміри. — К. : Видавництво Національного інституту стратегічних досліджень, 2005. — 368 с. — ISBN 966-554-083-1.
- Любіцева О. О., Мезенцев К. В., Павлов С. В. Географія релігій. — К. : АртЕК, 1999. — 504 с. — ISBN 966-505-006-0.
- Масляк П. О. Країнознавство. — К. : Знання, 2007. — 292 с. — (Вища освіта XXI століття)
- Масляк П. О., Дахно І. І. Економічна і соціальна географія світу / П. О. Масляк, І. І. Дахно ; за ред. П. О. Масляка. — К. : Вежа, 2003. — 280 с. — ISBN 966-7091-53-8.

### Російською
- (рос.) Микронезия // Демографический энциклопедический словарь / главн. ред. Валентей Д. И. — М. : Советская энциклопедия, 1985. — 608 с.
- (рос.) Микронезия // Страны и народы. Австралия и Океания. Антарктида / Редкол. П. И. Пучков (отв. ред.) и др. — М. : «Мысль». — 301 с. — (Страны и народы) — 180 тис. прим.
- (рос.) Атлас народов мира / Отв. ред. С. И. Брук и В. С. Апенченко. — М. : ГУГК ГГК СССР и Институт этнографии им. Н. Н. Миклухо-Маклая АН СССР, 1964. — 185 с. — 20 тис. прим.
- (рос.) Численность и расселение народов мира. Этнографические очерки / под ред. С. И. Брука. — М. : Издательство АН СССР, 1962. — 487 с.
- (рос.) Лаппо Г. М. География городов: Учебное пособие для географических факультетов вузов. — М. : Туманит, изд. центр ВЛАДОС, 1997. — 476 с. — ISBN 5-691-00047-0.
- (рос.) Ягельский А. География населения. — М. : Прогресс, 1980. — 383 с.